# روغن تانگ
روغن تانگ یا روغن چوب چینی (به انگلیسی "Tung oil" یا "China wood oil") یک روغن خشک شونده است که از فشردن دانه درخت تانگ (درخت جلا) به دست می‌آید. روغن تانگ در معرض هوا خشک شده و پوشش حاصل از آن حالتی شفاف و ظاهراً مرطوب دارد. این پوشش معمولاً برای محافظت و پرداخت چوب به کار می‌رود و بعد از چند لایه پوشش ممکن است ظاهری شبیه پلاستیک پیدا کند. روغن‌های مشابه آن روغن بزرک، آفتابگردان، خشخاش و سویا می‌باشند. روغن تانگ خام تمایل به خشک شدن به صورت لایه چین و چروک دار دارد. برای اجتناب از چین و چروک امروزه تمام روغن‌های تانگ در دسترس «جوشانده» می‌شوند.

## تاریخچه
استفاده از این روغن به زمان چین باستان مربوط بوده و در نوشته‌های کنفوسیوس مربوط به سال ۴۰۰ قبل از میلاد یافت می‌شود. مبدأ درخت روغن تانگ چین جنوبی بوده و برای تهیه روغن تانگ کشت می‌شده است با اینحال تاریخ اولین کشت نامشخص است. در دوره دودمان سونگ از روغن تانگ برای ضدآب سازی کشتی‌ها استفاده می‌شد.

## ترکیب
اسیدهای چرب اصلی در روغن تونگ و غلظت آن‌ها در جدول زیر آورده شده است.
| آلفا-الئواستئاریک اسید | ۸۲٫۰٪ |
| لینولئیک اسید          | ۸٫۵٪  |
| پالمتیک اسید           | ۵٫۵٪  |
| اولئیک اسید            | ۴٫۰٪  |

تشکیل دهنده اصلی این روغن یک اسید چرب با زنجیره‌ای از ۱۸ کربن متصل به هم (گروه‌های متیلنی) شامل سه پیوند دوگانه مزدوج می‌باشد. این پیوندها به ویژه حساس به خود اکسایش می‌باشند که موجب ایجاد اتصالات عرضی در زنجیره‌های مجاور شده و باعث سختی رزین پایه می‌گردند.

## ویژگی‌ها

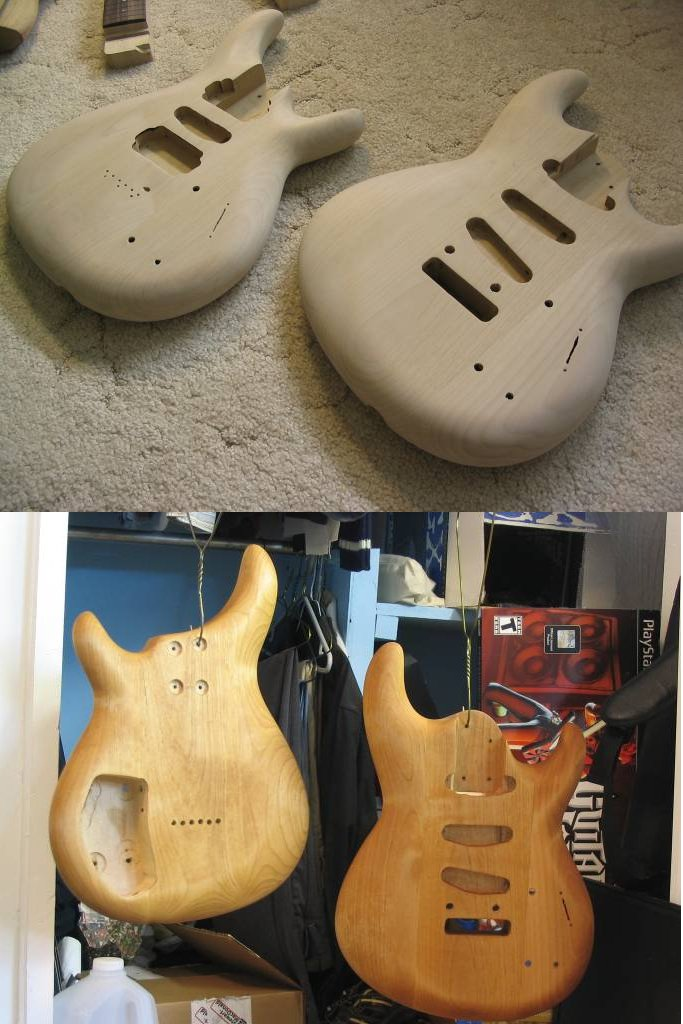
ایجاد اثر طلایی روی چوب توسط روغن تانگ پلیمریزه شده در مقابل چوب عریان

روغن تانگ ویژگی‌هایی دارد که آن را از سایر روغن‌ها متمایز می‌سازد. زمانی که همراه یک تینر بر روی چوب به کار می‌رود به مرور به صورت پوششی طلایی رنگ و براق ظاهر می‌گردد. روغن تانگ مقاومت بیشتری از هر نوع پوشش روغنی خالص دیگر در مقابل آب دارد و با مرور زمان به‌طور قابل ملاحظه ای تیره نمی‌شود. از همه مهم‌تر این که روغن تانگ تنها پوشش روغنی خالصی است که به صورت صد درصد پلیمریزه می‌شود (کاملاً سخت می‌شود). به عنوان مثال روغن بزرک هرگز به صورت کامل سخت نمی‌گردد. گرم کردن روغن تانگ تا ۲۶۰ درجه سانتیگراد در محیط عاری از اکسیژن به‌طور قابل توجهی گرانروی و کیفیت تشکیل فیلم را بالا می‌برد. عمده روغن‌های تانگ پلیمریزه شده به صورت ترکیب شده با تینرها به فروش می‌رسند تا کار با آن‌ها ساده‌تر باشد. لیمونن و دی- لیمونن جایگزین بهتری برای تینرها هستند (سمیت کمتری دارند).